# Cristiana Carvalho
Cristiana Carvalho (* 12. August 1988) ist eine luxemburgische Fußballspielerin.

## Karriere
Carvalho spielt für den Cercle Sportif Oberkorn. 
Als Nationalspielerin debütierte sie in der A-Nationalmannschaft, die am 30. September 2008 in Hesperingen das in Freundschaft ausgetragene Länderspiel gegen die Nationalmannschaft Wales’ mit 1:6 verlor; es blieb ihr einziges Länderspiel.